# Transports en commun de Beauvais
Corolis est le réseau de transports en commun organisé par la communauté d'agglomération du Beauvaisis, qui dessert l'ensemble des communes de cette intercommunalité et notamment sa ville centre, Beauvais, chef-lieu du département de l'Oise dans les Hauts-de-France.
Ce réseau est exploité depuis le 1er janvier 2016 par Transdev Beauvaisis Mobilités, filiale du groupe Transdev.

## Histoire
Les origines du transport collectif à Beauvais remontent aux années 1960 mais prend un essor considérable avec la mise en place d'un réseau structuré en 1978, les Transports urbains de Beauvais (TUB), sous le mandat de Walter Amsallem, et d'ajouts, d'extensions, et de modifications mises en place les trois décennies qui suivent. Les différentes moutures du réseau de bus de Beauvais ont la particularité d'être dressées en étoile : toutes les lignes, à l'exception de la ligne 7, transitent par l'hôtel de ville, dont la cour arrière, anciennement un parking, a été transformée[Quand ?] en pôle d'échanges urbain dans les années 1980.

### Années 2000: la modernisation
Le réseau des Transports urbains de Beauvais est à l'arrivée de Caroline Cayeux en 2001 un réseau avant tout fonctionnel, exploité à l'aide d'un parc de véhicules vieillissant. Un plan de modernisation sous le premier mandat de la nouvelle municipalité consiste à renouveler le parc de véhicules afin de le rendre accessible, confortable et performant. Le renouvellement s'effectue depuis 2001 à raison de deux nouveaux bus par an, d'abord à propulsion au gaz naturel, puis dès 2010 quand la technologie le permet, avec des bus hybrides rechargeables à propulsion diesel-électrique.

#### La campagne Dell'Arte
Au cours des années 2000, les TUB s'associent à la ville de Beauvais, au conseil général de l'Oise et au musée départemental de l'Oise pour utiliser les transports en commun comme vecteur d'art. Ainsi, dès 2002, plusieurs bus et minibus sont recouverts d'œuvres d'art, notamment de Maurice Duplessis. L'opération « Dell'Arte » ne s'arrête pas aux véhicules puisque les coupons d'abonnement mensuels font également la part belle à des œuvres d'art, de même que les guides horaires, qui présentaient en 2002 une œuvre de Henri Le Sidaner en couverture. Les livrées « Dell'Arte » accompagnent le renouvellement successif du parc de véhicules jusqu'à la disparition des Transports urbains du Beauvaisis, en 2010.

### Années 2010: une nouvelle ère

#### La création de Corolis

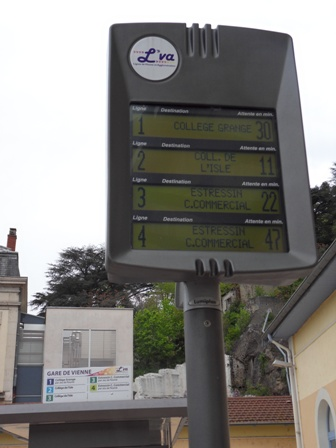
Exemple de bornes d'information voyageur. Photo d'illustration du réseau de Vienne.

Les cinq premières années de Corolis marquent la continuité dans la modernisation engagée par l'autorité organisatrice de la prestation du réseau. L'année 2010 voit des changements importants pour les Transports urbains du Beauvaisis, renommés Corolis dans le cadre du renouvellement de la délégation de service public (DSP), reconfiée à Cabaro pour la période 2010-2015. Le réseau se dote d'une identité bucolique et champêtre qui tranche avec celle de l'entité précédente. Dès 2011, le syndicat mixte des transports collectifs de l'Oise instaure dans tout le département une billetterie sans contact pour les abonnements et carnets de 10 billets, utilisant la technologie NFC. Un système d'aide à l'exploitation et à l'information voyageurs ainsi que de géolocalisation des véhicules est également adopté. Des bornes d'information rétro-éclairées sont introduites aux arrêts les plus fréquentés, et un système d'annonces visuelles et sonores est implémenté à bord des autobus.
Cependant, dès les premiers jours du nouveau réseau, la fermeture du pont de Paris (qui menaçait de s'effondrer) entraine des perturbations que l'exploitant et l'autorité organisatrice peinent à altérer. La fermeture du pont, emprunté par les quatre lignes de bus principales qui totalisaient 120 rotations par jour, allonge le parcours des bus de 100 km/jour, pour un coût supplémentaire de 80 000 euros. Cette fermeture entraine la suppression d'une trentaine de rotations sur ces lignes. En 2011, grâce à l'ouverture d'une voie en site propre rue Desgroux, le service est considérablement amélioré sur les lignes touchées, bénéficiant d'une offre supérieure par rapport à septembre 2010, mais la saturation du réseau artériel en centre-ville entrainera des perturbations conséquentes jusqu'à la réouverture du pont, en décembre 2013.
La même année, la communauté d'agglomération impose à l'exploitant une grille d'évaluation de la qualité de service, avec des critères plus poussés. Cet outil de suivi, basé sur un système de bonus-malus, prévoit des primes ou pénalités pour chaque item pris en compte : la ponctualité, l'entretien des véhicules, la relation avec la clientèle, le confort et la sécurité, et l'information.
L'emphase est mise à partir de la fin 2014 sur l'accessibilité des points d'arrêts et un schéma directeur d'accessibilité (SDA) est mis en place. Le pôle urbain situé place Georges Clemenceau fait l'objet de travaux de mise en accessibilité et est fermé pendant quatre semaines en octobre. Par la suite, des travaux de mise en accessibilité incluant la réfection des trottoirs et l'uniformisation de leur hauteur sont effectués sur la majorité des points d'arrêt du territoire beauvaisien.

#### Un regain de la fréquentation
Après une baisse de la fréquentation de 9 % à la fin des années 2010, la mise en place le 5 janvier 2015 du billet unique de transport (BUT) à 1 euro, qui permet d'emprunter toutes les lignes du réseau de façon illimitée pendant une journée, fait grimper la fréquentation de 23 %, si bien que la baisse des recettes liées à cette nouvelle politique tarifaire généreuse a été compensée par la hausse de la fréquentation.
Le réseau créé à la fin des années 70 sous l'impulsion de la première mandature de Walter Amsallem souffrait cependant des ajouts et détours successifs apportés aux lignes afin de desservir de nouveaux secteurs en expansion, allongeant ainsi les temps de parcours sur la majorité des tracés. Bon nombre de modifications, faites au gré des demandes et des besoins ponctuels, font progressivement perdre clarté et efficacité au réseau.

### Un nouveau réseau en demi-teinte pour 2016

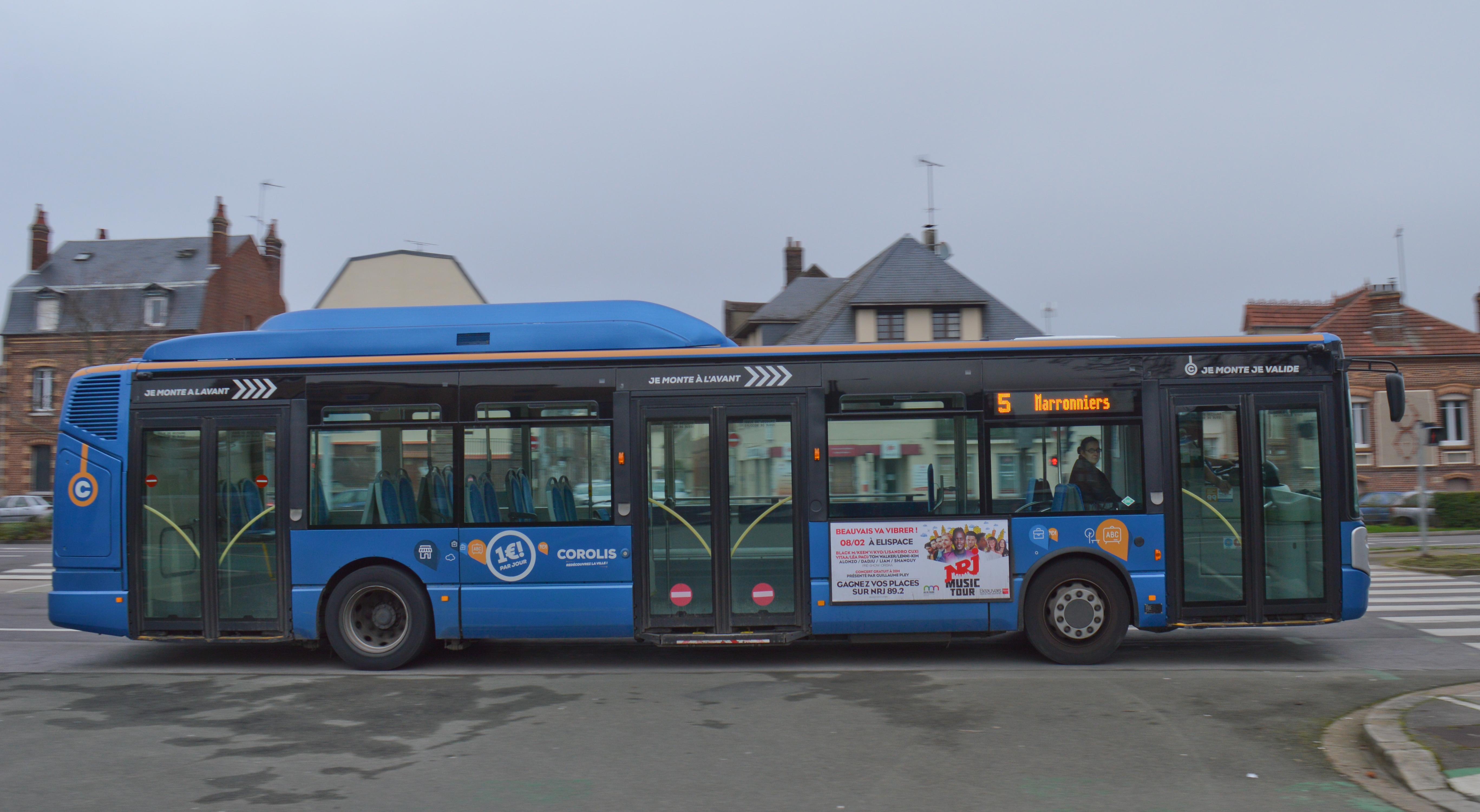
Un Irisbus Citelis 12 GNV arborant la nouvelle livrée du réseau.

Dans le cadre du plan de déplacements urbains approuvé le 12 avril 2013 par la communauté d'agglomération du Beauvaisis, celle-ci s'est fixé comme objectifs pour la période 2012-2022 de réduire la part modale de la voiture de 11 % (de 63 % à 57 %), d'augmenter celle des transports collectifs de 50 % (de 6 % à 9 %), et de tripler celle du vélo — qui passerait de 1 % à 3 % — ; ceci tout en maintenant à un niveau élevé de 30 % la part modale de la marche à pied.
Le programme d'actions du PDU est basé sur l'articulation des transports en cohérence avec l'aménagement du territoire, l'attractivité des transports collectifs, la favorisation de l'intermodalité, la promotion des modes doux, la maitrise de la circulation automobile, l'organisation du transport de marchandises, et l'action sur les comportements.
La mise en place du billet unique de transport le 5 janvier 2015, dont on escompte l'augmentation de la fréquentation des bus de 23 % avec un peu plus de 110 000 voyages supplémentaires, est un des axes d'un plan global baptisé « Fréquence bus », destiné à rendre plus attractifs les transports en commun. Ce plan, intégré à la nouvelle délégation de service public du réseau qui a pris effet le 1er janvier 2016 dernier, comprend une restructuration profonde du réseau, qui passera le 29 août 2016 de 13 à 9 lignes, résultant de la fusion de tracés existants et de la suppression de doublons.

#### Le réseau «Chrono»: embryon de BHNS
Ainsi, deux lignes dites « Chrono » relieront les quartiers à forte densité de population au centre-ville et aux zones d'activité commerciales. Ces deux lignes devraient être exploitées par des bus équipés du Wi-Fi gratuit à bord. Des aménagements devraient être prévus aux points d'arrêt principaux, avec également la mise en place de points d'accès au Wi-Fi. Le réseau « Chrono » sera composé de :
- la ligne Chrono 1, desservant désormais l'avenue Jean Moulin dans son entièreté, le lycée Félix Faure, le centre commercial du Jeu de Paume. Le reste de son parcours, entre la gare SNCF, l'hôtel de ville, et le quartier Saint-Jean restent inchangé.
- la ligne Chrono 2 reprend sous son aile différents tracés, notamment celui des anciennes lignes 2, 3 et 9. Elle reliera ainsi le campus de l'Institut polytechnique UniLaSalle à la zone d'activité commerciale du Thère, en passant par le centre hospitalier de Beauvais, le quartier Saint-Lucien, le centre-ville, la partie sud-est du quartier Saint-Jean.

Ces deux lignes structurantes, représentant actuellement plus de 80 % de la fréquentation du réseau, posent les bases d'un embryon de réseau de bus à haut niveau de service avec un cadencement prévu aux 10 à 15 minutes, une amplitude de 5 h 30 à 22 h 0, et une desserte dominicale. Ce réseau « Chrono » reprend certains codes du BHNS, avec une rationalisation des tracés et du nombre d'arrêts, la suppression de boucles et de détours, et le passage, autant que possible, par de grandes artères et boulevards. Il n'en reste que ces deux lignes ne répondront pas, à leur mise en service, aux caractéristiques de service ni aux caractéristiques techniques de ce mode de transport. Le manque d'aménagements en sites propres et de priorité au feu ne permet pas de garantir un temps de trajet sur ces lignes, susceptibles aux aléas de la circulation très dense des boulevards. Aucun changement dans les modalités d'exploitation — qu'il s'agisse du système d'information, de la billettique, ou des arrêts — n'a de plus été annoncé.

#### Le reste du réseau précaire
Malgré l'augmentation de l'offre sur le trajet des futures lignes Chrono 1 et 2, la mise en service du nouveau réseau se fera sans augmentation ni du budget alloué au fonctionnement de ce dernier, ni du nombre de véhicules en service voyageurs.
Malgré le but attesté par l'exploitant de vouloir convertir une partie des automobilistes en usagers du transport collectif, le reste du réseau se voit alimenté par une desserte précaire. C'est le cas notamment du quartier Marissel, qui était desservi à raison d'un bus toutes les 12 à 20 minutes, et qui ne l'est plus que toutes les 40 minutes minimum. En effet, les quartiers non-desservis par les lignes « Chrono » devront se contenter d'une fréquence de 40 minutes en heure de pointe, la fréquence pouvant diminuer jusqu'à une heure en heure creuse, pouvant donc laisser penser plus à un réseau suburbain qu'à un réseau urbain. D'autres quartiers voient leur desserte drastiquement dégradée, comme Voisinlieu, dont seule la rue de Paris sera désormais desservie, avec une fréquence du même ordre.
Quant au réseau suburbain, il reste quasiment inexistant, consistant ainsi d'une seule ligne de bus régulière, la 13 — déjà existante —, qui relie la ville-préfecture à Auneuil. D'abord prédite pour être remplacée par un système de covoiturage, la ligne sera finalement conservée à l'identique. Le reste du territoire de la communauté d'agglomération du Beauvaisis, amené à fusionner avec celui de la communauté de communes rurales du Beauvaisis à la fin de l'année pour représenter 93 000 habitants ne se voit donc desservir par aucune autre ligne de bus régulière.

#### Des améliorations pour la rentrée 2017
Quelques améliorations ont été apportées le 28 août 2017. La principale modification concerne les lignes Chrono 1 et Chrono 2. En effet, leurs parcours respectifs dans le quartier Saint-Jean ont été intervertis. La ligne Chrono 1 dessert donc les arrêts Fauqueux, Lebesgue, Briqueterie, Leblond (direction Saintt-Jean) et Dardignac. Quant à la ligne Chrono 2, elle dessert les arrêts Rimbaud, Gide, Rousseau et Dardignac. Ce changement permet de faciliter l'accès à la Z.A.C de Thère pour les habitants du quartier en évitant une correspondance entre les deux lignes. De plus, les lignes Chrono 1 et Chrono 2 ont un cadencement strict de 15 minutes durant la journée et conserveront les mêmes horaires du lundi au samedi, auparavant certaines courses n'étaient pas effectuées le samedi.
Le service dominical des lignes Chrono 1, Chrono 2 et 3 débute plus tôt, à 9 heures au lieu de 11 heures actuellement. Les horaires de la ligne 4 sont également améliorés et la ligne circule jusque 20 h 30 contre 19 h 0 auparavant.
Le centre-bourg de Tillé bénéficie de deux passages supplémentaires le midi.
Une nouvelle ligne est expérimentée. Elle relie le Plouy Saint-Lucien, la Mie-au-Roy et le centre-ville. Cette nouvelle liaison porte le nom de « Navette Plouy-Saint-Lucien » (abrégée PSL) et est assurée en minibus.
Le service ChronoPro fonctionne toute la journée alors qu'auparavant il ne fonctionnait qu'aux heures de pointe du matin et du soir.
En décembre 2018, les premiers bus électriques sont mis en service sur le réseau. Ces véhicules, du constructeur chinois BYD, ont été en partie construits dans l'usine d'Allonne.

#### Crise de 2020
Avec la pandémie de Covid-19, l'offre de transport a été fortement réduite durant le premier confinement. Lors du déconfinement, le 11 mai 2020, l'offre de transport est améliorée mais reste toujours inférieure à l'offre en place avant la pandémie. À la rentrée scolaire de septembre 2020, certaines courses aux heures de pointe sont intégralement réservées ou interdites aux usagers scolaires afin d'éviter la surcharge des véhicules. Ce système provoque toutefois des mécontentements de la part des usagers et des conducteurs,. La séparation des usagers est abandonnée en mai 2021. L'offre de transport sur certaines lignes est également améliorée mais reste inférieure à la période avant Covid.
En septembre 2021, la région Hauts-de-France cède la compétence des transports scolaires et interurbains à la communauté d'agglomération du Beauvaisis sur son territoire. Cette dernière met en place de nouvelles lignes de transport scolaires, toutefois elles ne sont pas intégrées au réseau Corolis et dispose de leur propre tarification.

### Extension du réseau en 2022

#### Un réseau étendu
Le 1er septembre 2022, trois nouvelles lignes interurbaines sont créés et intégrées au réseau Corolis. Ces lignes relient Beauvais à Auneuil, Bailleul-sur-Thérain et Crèvecœur-le-Grand. Le service de transport à la demande Corolis à la demande est également restructuré et étendu à l'ensemble des communes de l'agglomération. Les lignes scolaires mises en place l'année précédente par la communauté d'agglomération du Beauvaisis sont également intégrées au sein du réseau.
Le réseau urbain subit également quelques modifications. La navette GratuitBus dessert désormais l'écoquartier Saint-Quentin. Le service ChronoPro 1 part désormais de l'arrêt Argentine au lieu de l'arrêt ASCA. Toutefois le réseau urbain n'a toujours pas retrouver son niveau d'offre de 2019.
Enfin, Transdev et sa filiale Transdev Beauvaisis Mobilités sont reconduits à l'exploitation du réseau pour une durée de 7 ans,.

#### Une nouvelle tarification
Le 10 juillet 2023, avec le renouvellement du Système Intégré des Services à la Mobilité dans l'Oise (SISMO), le Pass Oise Mobilité qui était le support unique des titres de transport du département est remplacé par la carte Pass Pass. Cette dernière permet de se déplacer sur la plupart des réseaux de transports de la région Hauts-de-France.
Le 1er septembre 2023, une nouvelle grille tarifaire concernant les abonnements est introduite. Cette nouvelle tarification est basée sur le quotient familial avec des tarifs dégressifs en fonction des revenus. Les modalités de la gratuité pour les personnes âgées évoluent, auparavant les personnes âgées de plus de 60 ans bénéficiaient de la gratuité, désormais seuls les retraités peuvent bénéficier de cette gratuité. Le carnet de 10 voyages d'une heure est supprimé. Enfin, un abonnement annuel tout public est créé,.
En septembre 2023, le renouvellement du parc se poursuit avec l'acquisition de deux nouveaux autobus électriques du constructeur MAN.

## Organisation

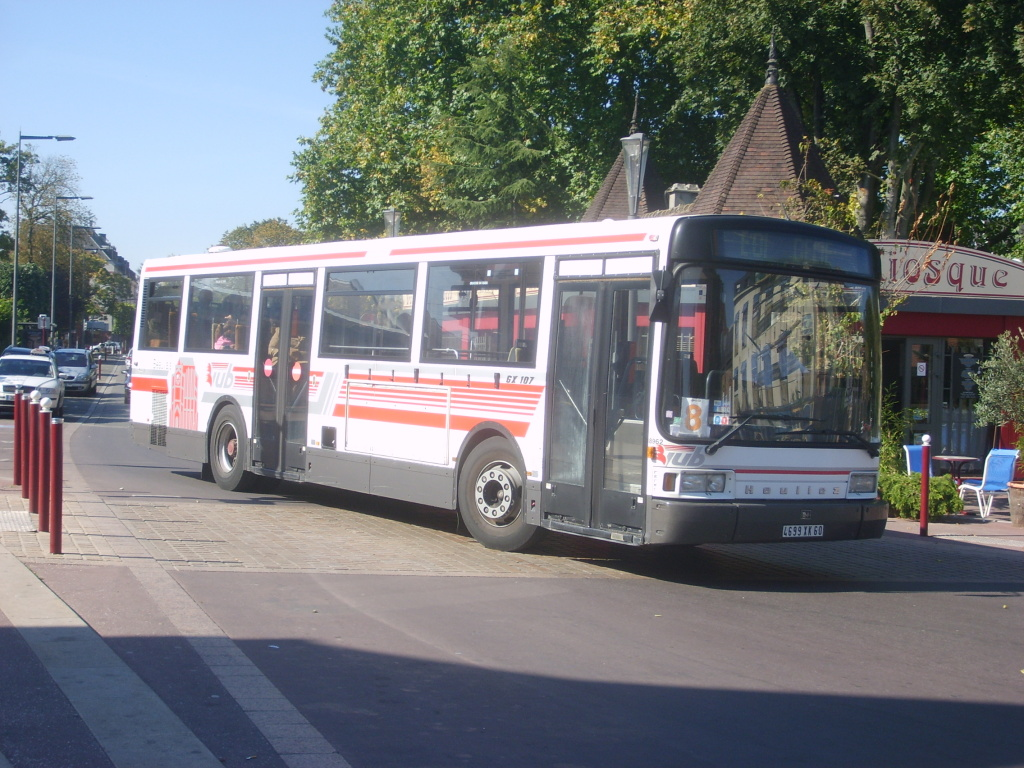
La livrée TUB d'avant la reprise du réseau par l'agglomération.

L'exploitation du réseau des Transports urbains du Beauvaisis est confiée dès 1999 à Cabaro, alors filiale de Connex, et qui sera soumise aux fusions et acquisitions du groupe aujourd'hui nommé Transdev. En 2009, la communauté d'agglomération du Beauvaisis devient autorité organisatrice de la mobilité (AOM), prenant la main sur une compétence qui était jusque-là exercée par la ville de Beauvais. En tant qu'AOM, l'intercommunalité définit l'offre des transports (tracé des lignes, fréquence de passage), détermine la politique tarifaire, supporte les gros investissements et contrôle la gestion de l'exploitant.
Le 1er janvier 2016, la nouvelle délégation de service public allant jusqu'en 2021 confie de nouveau la gestion de l'exploitation à Cabaro, à la suite de l'abandon rapide de Keolis. Cependant, c'est une nouvelle filiale, Transdev Beauvaisis Mobilités, qui est créée pour assurer les activités du réseau.
Transdev Beauvaisis Mobilités conseille et renseigne la communauté d'agglomération, assure la gestion du réseau, veille à son bon fonctionnement et met en œuvre tous les éléments susceptibles de contribuer au développement de l'utilisation des transports en commun, de la formation du personnel à la politique commerciale, en passant par la démarche qualité et les études générales.
Le 1er septembre 2022, la délégation de service public est de nouveau attribuée à Transdev Beauvaisis Mobilités pour une durée de 7 ans.

## Réseau actuel

### L'offre de transport actuelle
Le réseau actuel, issu de la restructuration totale du réseau le 29 août 2016 et de l'extension du 1er septembre 2022, comporte 7 lignes urbaines régulières et est complété par des lignes interurbaines, des lignes scolaires et des services spécifiques au réseau. Il est ainsi composé de :
- deux lignes dites « Chrono » (C1, C2) reliant les quartiers denses aux pôles générateurs de déplacements. Ces lignes fonctionnent avec un cadencement aux 15 minutes pendant la majeure partie du service. Elles fonctionnent également le dimanche et les jours fériés ;
- six lignes faisant partie du réseau secondaire (numérotées 3 à 7), constituant un maillage du territoire beauvaisien, avec une fréquence peu élevée allant de 30 à 60 minutes, et une amplitude horaire faible ;
- le service Chrono Pro, reliant les terminus des lignes « Chrono » aux zones d'activités, avec un système de réservation par le biais d'une application pour téléphones intelligents ;
- trois lignes interurbaines (511, 521 et 531) reliant Beauvais aux communes importantes de la communauté d'agglomération du Beauvaisis ;
- le GratuitBus, une navette gratuite reliant le parking-relais Saint-Quentin aux principaux points d'intérêt du centre-ville ;
- la navette express Hôtels, fonctionnant jusqu'à 23 h 50, et reliant l'aéroport de Beauvais-Tillé aux hôtels beauvaisiens ;
- le service de transport à la demande, « Corolis à la demande » ;
- la ligne estivale desservant le Plan d'eau du Canada (numérotée 8) ;
- une navette sur réservation, reliant la gare de Beauvais au centre pénitentiaire, situé en périphérie ;
- des lignes à vocation scolaire accessibles à tous ;
- des lignes réservées aux élèves (lignes RPI) ;
- et une ligne à tarification spéciale (518), reliant Beauvais au Parc Saint-Paul.

## Ancien réseau (1978—2016)
Le réseau totalise, en 2013, 273 km de lignes et compte 379 points d'arrêt. Il est organisé en étoile, et l'ensemble des lignes sauf la ligne 14 dessert la station Mairie, qui est le point central du réseau.
Les lignes 1, 2, 3 et 9 assurent 80 % du trafic du réseau, le nombre de voyageurs par an dépassant le million sur la ligne 1, qui relie les deux quartiers les plus peuplés de Beauvais : Argentine au nord de la ville et Saint-Jean au sud.
Le nombre de courses journalières sur les lignes classiques du réseau s'étend de sept à 57, avec des fréquences de l'ordre d'une dizaine de minutes en heure de pointe sur la ligne 1. Sur les autres lignes, la fréquence est sensiblement plus faible, de 15 minutes pour les lignes les plus desservies à plus d'une demi-heure pour les lignes les moins fréquentées.
En ce qui concerne les navettes « communes », l'offre de transport est faible et n'incite pas à l'usage des transports en commun.

### Offre de transport

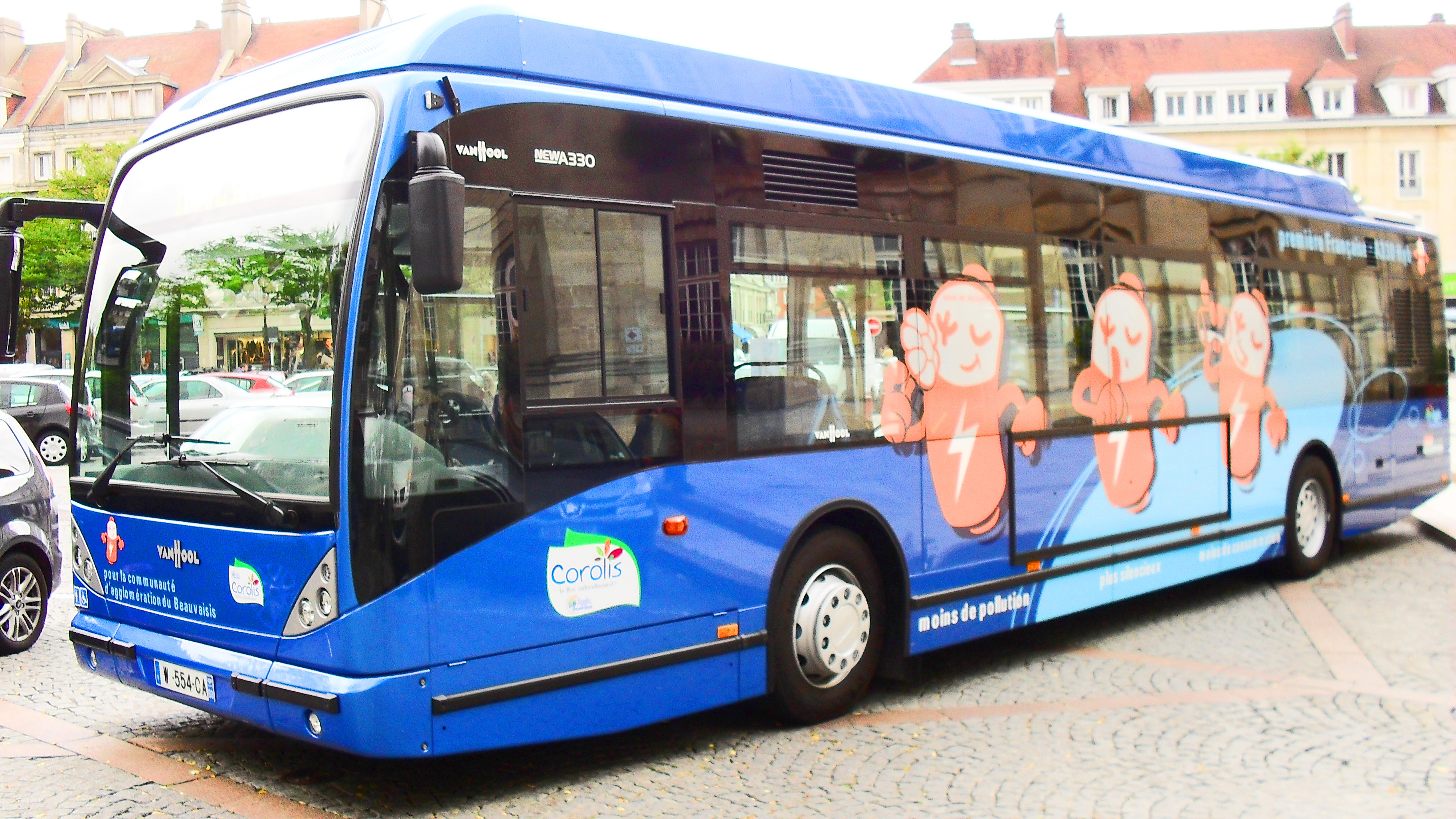
Bus Van Hool NewA330 Hyb en 2010.

Le réseau était jusqu'à la rentrée 2016 constitué de :
- 14 lignes de bus régulières du lundi au samedi (1 à 9, 12 à 14, GratuitBus, Navette Aéroport/Hôtels) ;
- trois lignes les dimanches et jours fériés (11A, 11B et 11C) ;
- une ligne estivale de fin-juin à fin-août desservant le plan d'eau du Canada (10) ;
- sept lignes spéciales dont 5 lignes scolaires, la navette Campus LaSalle et la navette du Centre Pénitentiaire ;
- six lignes desservant les communes rurales les mercredis et samedis (T1, T25, T3, T6, T7, T8) ;
- une ligne spécifique pour la « Fête de l'âne » en juin à Aux Marais ;
- trois lignes spéciales pour la desserte du site de tir du feu d'artifice du 13 juillet ;
- un service de transport à la demande.

#### Évolution de l'offre
Bien que le cœur du réseau date de 1978, le tracé du réseau a subi des modifications plus ou moins significatives, et des lignes ont été créées. C'est le cas[Quand ?] de la ligne 12, reliant le centre-ville de Beauvais à l'aéroport de Beauvais-Tillé.
En 2009, voient le jour la ligne 13, seule ligne suburbaine régulière de l'agglomération, reliant Beauvais à Auneuil en passant par Goincourt, ainsi que la ligne 14, destinée à desservir la zone d'activité économique du Haut-Villé. Les lignes 5 et 8 sont elles respectivement prolongées vers Fouquenies et Allonne.
Dans le cadre du projet de redynamisation du centre-ville de Beauvais, une navette gratuite, sobrement nommée « GratuitBus » effectue une liaison entre le parking Saint-Quentin, et différents points d'arrêt du centre-ville. Depuis l'ouverture du centre commercial du Jeu de Paume en novembre 2015, elle dessert ce dernier, ainsi que le palais de justice, la Banque de France, l'hôtel de ville, la place des Halles ainsi que la rue Jean Racine et le boulevard Amyot d'Inville.
Dès décembre 2015, une navette relie la gare de Beauvais au centre pénitentiaire de Beauvais nouvellement ouvert au sud de la ville.

### Dépôt
Le dépôt de Corolis est situé dans la zone de Pinçonlieu à Beauvais, sur un terrain de 11 600 m2. Inauguré en 2013 et construit à un coût de 2 millions d'euros, il a été financé à hauteur de 1,2 million d'euros par Cabaro. Le dépôt comprend des zones de parking pour les bus et les voitures du personnel, un atelier d'entretien, une station de lavage, et des bureaux administratifs. Ce dépôt est désormais utilisé par Beauvaisis Mobilités.

## Ressources et tarification
« La politique tarifaire se caractérise par une part importante et constante de la gratuité et des prix très attractifs », et, globalement, les recettes commerciales représentent environ 10 % des charges de la délégation de service public, le solde étant apporté par la collectivité, qui a créé un budget annexe pour les transports en commun, qui s'élevait à 9,2 millions d'euros (8 M € en fonctionnement et un peu plus de 1,2 M € en investissement) en 2013, ainsi qu'un budget annexe « Gaz naturel pour véhicule (GNV) » qui s'élevait également en 2013 à près d'un demi million d'euros,.
Le budget annexe des transports en commun de la communauté d'agglomération est financé notamment par le versement transport payé par les entreprises et administrations, qui est fixé depuis 2008 à 0,60 % de la masse salariale des organismes assujettis. « Malgré des ressources issues du versement transport en progression de 4 % de 2008 à 2012, la part financée par les entreprises décroît de 4 % pour atteindre 59 % des charges du service en 2012 soit 5,3 M€ ».

### Billetterie
Depuis le 5 janvier 2015, le billet unique de transport (BUT), valable une journée pour un nombre indéterminé de voyages et vendu 1 € sert de titre de transport pour les voyageurs occasionnels.
Ce billet journalier permet également de louer, sur réservation, un vélo en libre-service du service Yellow vélo, mis en service en 2013.
Jusqu'alors, le billet individuel valable pour une heure coûte 0,90 €, tandis qu'il était possible de les charger par dix sur un support sans contact au tarif de 5,90 €).

### Abonnements
Des abonnements mensuels sont prévus au prix de 16 €. Lorsque les voyageurs sont titulaires d'un abonnement ferroviaire TER, l'abonnement mensuel, dénommé Abonnement mensuel Duo est disponible au tarif réduit de 8 €. Les étudiants de 18 à 25 ans domiciliés dans l'agglomération bénéficient également d'un abonnement mensuel à demi-tarif. Les jeunes de moins de 18 ans, les seniors de plus de 60 ans, les demandeurs d'emploi et les personnes en situation de handicap bénéficient d'abonnements gratuits lorsqu'ils résident sur le territoire de l'agglomération.
Globalement, seuls 34 % des voyageurs paient le plein tarif.
Le 1er septembre 2023, une nouvelle grille d'abonnements est mise en place:
| Abonnement                            | Tarif   | Bénéficiaires                                                           | Description                                                                | Validité |
| ------------------------------------- | ------- | ----------------------------------------------------------------------- | -------------------------------------------------------------------------- | --- |
| Abonnement annuel -19 ans             | Gratuit | Jeunes de moins de 19 ans                                               | Voyages illimités du 1er septembre au 31 août.                             | Valable sur tout le réseau à l'exception de la Navette Express Hôtels, de la ligne 518 et du service Corolis à la demande.                 |
| Abonnement mensuel classique          | Gratuit | Tout public, quotient familial inférieur à 350                          | Voyages illimités durant un mois.                                          | Valable sur tout le réseau à l'exception des lignes RPI, de la ligne 518 et du service Corolis à la demande.                               |
| Abonnement mensuel classique          | 4,50 €  | Tout public, quotient familial compris entre 351 et 550.                | Voyages illimités durant un mois.                                          | Valable sur tout le réseau à l'exception des lignes RPI, de la ligne 518 et du service Corolis à la demande.                               |
| Abonnement mensuel classique          | 9 €     | Tout public, quotient familial compris entre 551 et 700.                | Voyages illimités durant un mois.                                          | Valable sur tout le réseau à l'exception des lignes RPI, de la ligne 518 et du service Corolis à la demande.                               |
| Abonnement mensuel classique          | 18 €    | Tout public, quotient familial supérieur à 701.                         | Voyages illimités durant un mois.                                          | Valable sur tout le réseau à l'exception des lignes RPI, de la ligne 518 et du service Corolis à la demande.                               |
| Abonnement annuel classique           | Gratuit | Tout public, quotient familial inférieur à 350                          | Voyages illimités durant une année.                                        | Valable sur tout le réseau à l'exception des lignes RPI, de la ligne 518 et du service Corolis à la demande.                               |
| Abonnement annuel classique           | 45 €    | Tout public, quotient familial compris entre 351 et 550.                | Voyages illimités durant une année.                                        | Valable sur tout le réseau à l'exception des lignes RPI, de la ligne 518 et du service Corolis à la demande.                               |
| Abonnement annuel classique           | 90 €    | Tout public, quotient familial compris entre 551 et 700.                | Voyages illimités durant une année.                                        | Valable sur tout le réseau à l'exception des lignes RPI, de la ligne 518 et du service Corolis à la demande.                               |
| Abonnement annuel classique           | 180 €   | Tout public, quotient familial supérieur à 701.                         | Voyages illimités durant une année.                                        | Valable sur tout le réseau à l'exception des lignes RPI, de la ligne 518 et du service Corolis à la demande.                               |
| Abonnement mensuel Duo                | Gratuit | Tout public, quotient familial inférieur à 350                          | Voyages illimités durant une mois pour les détenteurs d'un abonnement TER. | Valable sur tout le réseau à l'exception des lignes RPI, de la ligne 518 et du service Corolis à la demande.                               |
| Abonnement mensuel Duo                | 2,25 €  | Tout public, quotient familial compris entre 351 et 550.                | Voyages illimités durant une mois pour les détenteurs d'un abonnement TER. | Valable sur tout le réseau à l'exception des lignes RPI, de la ligne 518 et du service Corolis à la demande.                               |
| Abonnement mensuel Duo                | 4,50 €  | Tout public, quotient familial compris entre 551 et 700.                | Voyages illimités durant une mois pour les détenteurs d'un abonnement TER. | Valable sur tout le réseau à l'exception des lignes RPI, de la ligne 518 et du service Corolis à la demande.                               |
| Abonnement mensuel Duo                | 9 €     | Tout public, quotient familial supérieur à 701.                         | Voyages illimités durant une mois pour les détenteurs d'un abonnement TER. | Valable sur tout le réseau à l'exception des lignes RPI, de la ligne 518 et du service Corolis à la demande.                               |
| Abonnement annuel retraité            | Gratuit | Retraités                                                               | Voyages illimités durant une année.                                        | Valable sur tout le réseau à l'exception des lignes RPI, de la Navette Express Hôtels, de la ligne 518 et du service Corolis à la demande. |
| Abonnement annuel CMI Invalidité      | Gratuit | Personnes détentrices de la carte mobilité inclusion mention invalidité | Voyages illimités durant une année.                                        | Valable sur tout le réseau à l'exception des lignes à vocation scolaire, de la Navette Express Hôtels et du service Corolis à la demande.  |
| Abonnement mensuel demandeur d'emploi | Gratuit | Demendeurs d'emploi                                                     | Voyages illimités durant un mois.                                          | Valable sur tout le réseau à l'exception des lignes à vocation scolaire, de la Navette Express Hôtels et du service Corolis à la demande.  |

### Tarifications spéciales
Certaines lignes ou services disposent d'une tarification spécifique. La Navette Express Hôtels est accessible avec un ticket valable durant 48 heures au prix de 4 €, il permet de voyager sur tout le réseau à l'exception du service Corolis à la demande.
La ligne 518, reliant Beauvais au Parc Saint-Paul dispose d'une tarification qui lui est propre. Un billet aller simple est disponible au prix de 3,80 €, l'aller-retour au prix de 5 €. Pour les groupes de 5 personnes, le billet aller simple est disponible au prix de 16,50 €, l'aller-retour au prix de 20 €.
Le service de transport à la demande est accessible avec un ticket « BUT » au prix de 1 €. Les abonnements ne sont pas valables pour ce service.

### Agence commerciale
Avant le 21 octobre 2017, l'agence commerciale Corolis se situait dans une annexe du bâtiment Malherbe et partageait les locaux avec un bar et l'ascenseur d'accès au parking souterrain de l'hôtel de ville. Cette agence était un simple guichet et elle se situait à proximité des arrêts Hôtel de Ville, principal arrêt du réseau. Depuis le 21 octobre 2017, l'agence a déménagé en face de ses anciens locaux à la place d'un ancien restaurant. La toute nouvelle agence offre un accueil plus agréable à la clientèle.

## Personnel
En 2017, le réseau emploie en tout 88 personnes.
Transdev Beauvaisis Mobilités emploie six contrôleurs et 70 conducteurs urbains ainsi qu'un responsable maintenance et quatre mécaniciens à son atelier d'entretien. Deux agents sont également affectés à l'agence commerciale Corolis.

## Matériel roulant
Le parc de Corolis est composé de plus de 40 véhicules (32 standards et 8 minibus), dont la majorité sont propulsés au gaz naturel,[source insuffisante]. L'agglomération fait également l'acquisition de bus hybride marchant au diesel et à l'électricité, de type série, mis en service depuis le 11 décembre 2010. Deux bus de ce type ont été commandés et ont été livrés pour début septembre 2011. Le renouvellement du parc des standards se fait au rythme de 2 bus par an. L'ensemble du parc des bus standards devrait être accessible aux personnes à mobilité réduite en 2019.
En 2018, le réseau est obligé de louer un véhicule d'occasion pour pallier la réforme des 2 derniers Agora S et à un retard quant à la livraison des deux véhicules de marque BYD, construits dans la nouvelle usine de Beauvais. De plus, certains jours la ligne 13 est assurée par un Iliade de l'exploitant CAB-ARO.
| Bus et quantité                  | Date de mise en service | Affectations                                                         | Numéros                                  |
| -------------------------------- | --- | -------------------------------------------------------------------- | ---------------------------------------- |
| Standards (31)                   | |                                                                      |                                          |
| 5 Van Hool NewA330 GNV           | novembre 2004 (8416 et 8417) août 2007 (8709 et 8710) juillet 2010 (1.8009)                                                                      | C1 C2 3 4 5 6 7 8                                                    | 8416, 8417, 8709, 8710 et 1.8009         |
| 3 Irisbus Citelis 12 GNV         | juillet 2008 | C1 C2 3 4 5 7 8                                                      | 8826-8828                                |
| 2 Heuliez GX 327 GNV             | avril 2009 | C1 C2 3 4 5 7 8 Navette Express Hôtels                               | 8903 et 8904                             |
| 9 Van Hool NewA330 Hyb           | décembre 2010 (1.9010) octobre 2011 (2.9070 et 2.9071) juillet 2012 (2.9072 et 2.9073) juin 2013 (2.9074 et 2.9075) juin 2014 (2.9076 et 2.9077) | C1 C2 3 4 5 7 8 Navette Express Hôtels                               | 1.9010 et 2.9070-2.9077                  |
| 6 MAN Lion's City Hybrid         | juin 2015 (2.9078 et 2.9079) juin 2016 (2.9080 et 2.9081) juin 2017 (2.9082 et 2.9083)                                                           | C1 C2                                                                | 2.9078-2.9083                            |
| 4 BYD K9 eBus                    | décembre 2018 (3.0000 et 3.0001) octobre 2020 (3.0002 et 3.0003)                                                                                 | 4 6                                                                  | 3.0000-3.0003                            |
| 6 Iveco Bus Urbanway 12 GNV      | juin 2019 (8830-8833) juin 2021 (8834 et 8835)                                                                                                   | C1 C2 3 4 5 7 8                                                      | 8830-8835                                |
| 2 MAN Lion's City 12 E           | septembre 2023 | C1 C2 3 4 5 6 7 8                                                    | 3.0004 et 3.0005                         |
| Minibus                          | |                                                                      |                                          |
| 3 Dietrich Noventis 220          | mai 2004 (3410) juillet 2005 (3518) août 2008 (3829)                                                                                             | Navette Centre Pénitentiaire Chronopro 1 Chronopro 2 509 519 529 539 | 3410, 3518, 3829                         |
| 1 Mercedes-Benz Sprinter City 35 | juillet 2016 | Chronopro 1 Chronopro 2                                              | 509                                      |
| Renault Trafic                   | | Corolis à la demande                                                 | N.C.                                     |
| 2 Citroën Jumper                 | | Corolis à la demande                                                 | 943 et 944                               |
| 1 Vehixel M City                 | novembre 2017 | Chronopro 1 Chronopro 2                                              | 510                                      |
| 1 Bolloré Bluebus 6              | novembre 2018 | GratuitBus                                                           | 3900                                     |
| Ancien matériel                  | |                                                                      |                                          |
| 7 Renault R312                   | mars 1991 (2036) juin 1991 (9017) septembre 1992 (9016) novembre 1993 (2054) novembre 1994 (2074) novembre 1995 (2091)                           |                                                                      | 2036, 2038, 2054, 2074, 2091, 9016, 9017 |
| 7 Heuliez GX 107                 | mars 1989 (9584) juin 1989 (9920) mai 1991 (9349) décembre 1992 (9487) août 1994 (9536) octobre 1994 (9513) février 1996 (8962)                  |                                                                      | 8962, 9349, 9487, 9513, 9536, 9584, 9920 |
| 5 Heuliez GX 217 GNV             | février 2000 (9163 et 9164) janvier 2001 (8103)                                                                                                  |                                                                      | 8103, 8560, 8562, 9163, 9164             |
| 4 Renault Agora S                | avril 1997 (1546 et 1547) mai 1998 (1570 et 1571)                                                                                                |                                                                      | 1546, 1547, 1570 et 1571                 |
| 2 Dietrich Noventis 220          | mai 2004 (3411) juillet 2005 (3517) |                                                                      | 3411, 3517                               |
| 1 Irisbus Agora S                | février 2002 (juillet 2018) |                                                                      | 412 (ex-7880 RATP)                       |
| 2 Van Hool NewA330 GNV           | juillet 2003 (8317 et 8318) |                                                                      | 8317, 8318                               |
| 1 Irisbus Citelis Line           | janvier 2009 |                                                                      | 4901                                     |
| Saviem S105                      | vers 1967 |                                                                      |                                          |
| Saviem SC6                       | vers 1963 |                                                                      |                                          |

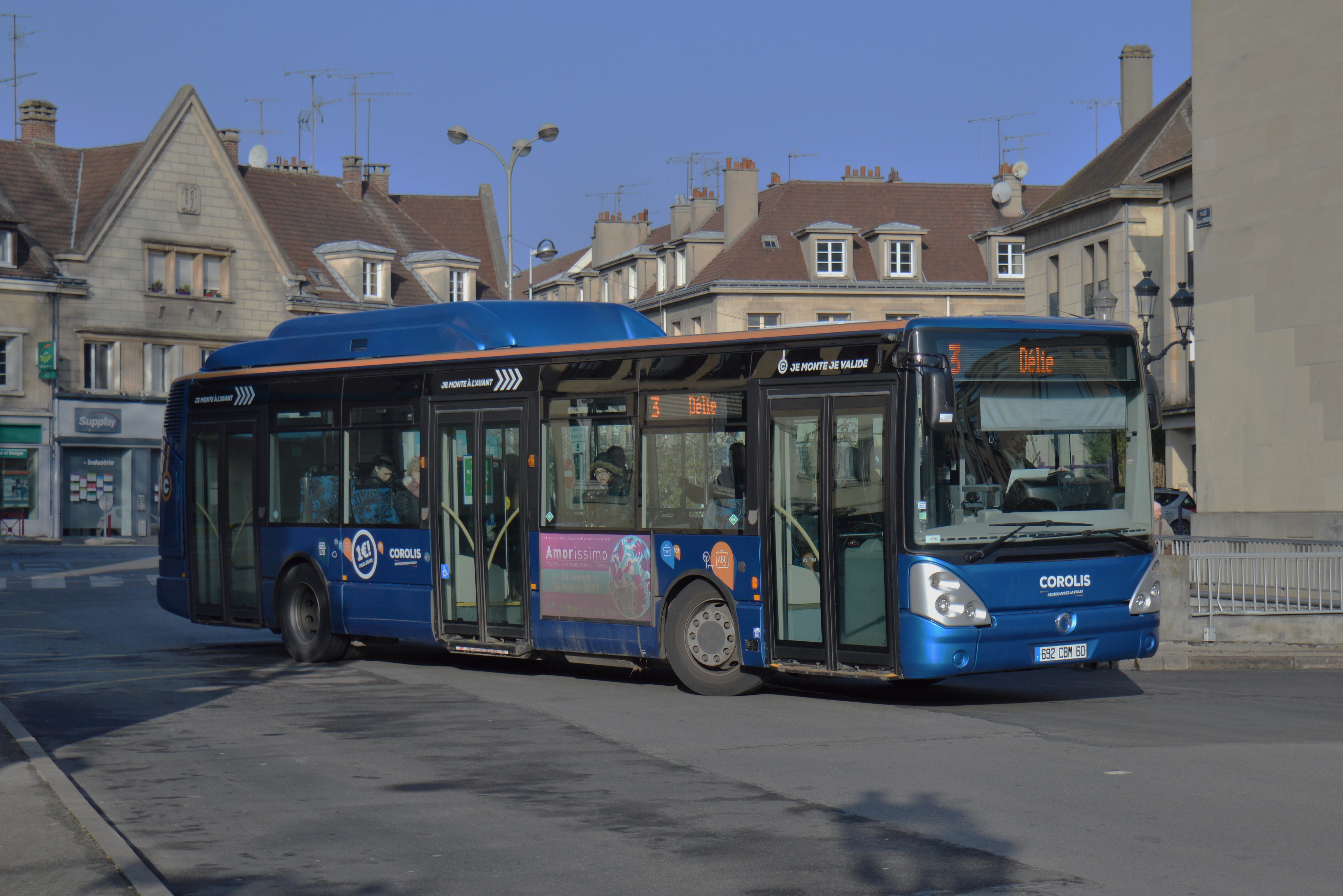
Citelis 12 GNV.
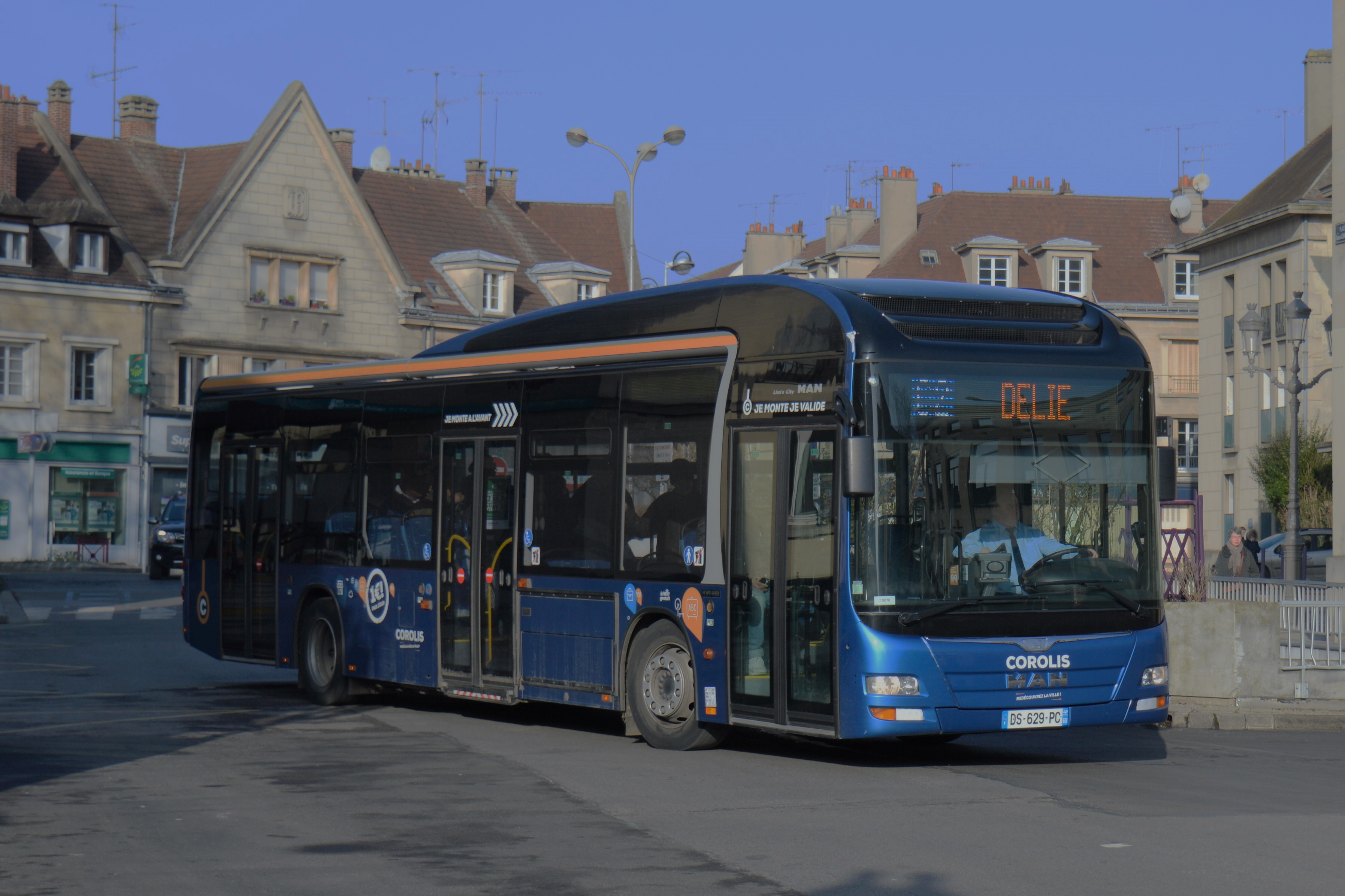
MAN Lion's City Hybride.
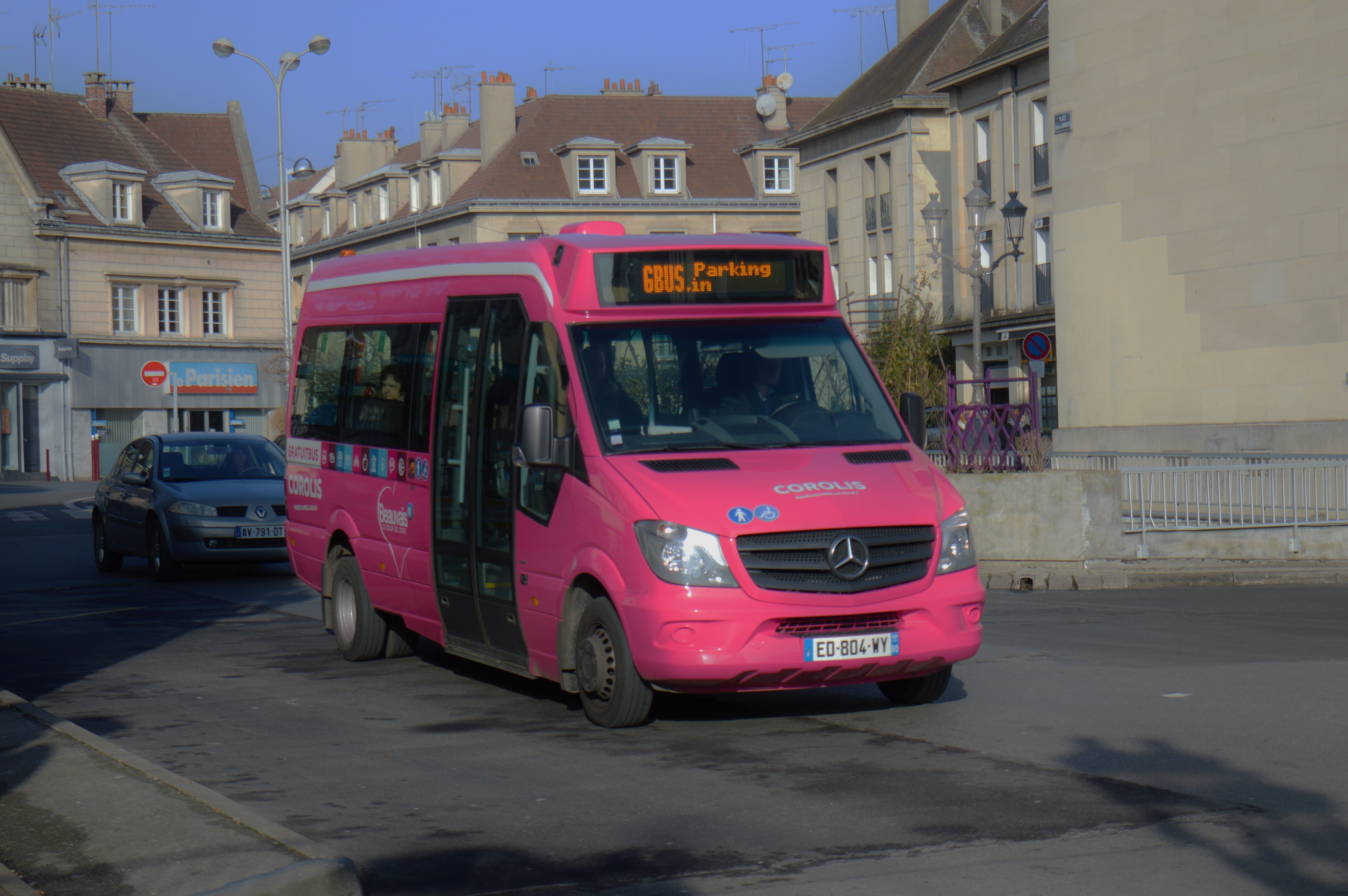
Mercedes-Benz Sprinter City 35.